# Энцефаляртос волосистый
Энцефаляртос волосистый, или энцефаляртос мохнатый (лат. Encephalartos villosus) — вечнозелёное древовидное растение рода Энцефаляртос (Encephalartos).

## Ботаническое описание
Растения имеют подземный ствол 0,3 м высотой, 30 см диаметром. Листья длиной 150—300 см, тёмно-зелёные, сильно блестящие; хребет зелёный, прямой, жёсткий; черенок прямой, с 6—12 колючками. Листовые фрагменты линейные или ланцетные; средние — 15—25 см длиной, 15—20 мм в ширину. Пыльцевые шишки 1-8, узкояйцевидные, жёлтые, длиной 50—70 см, 12—15 см диаметром. Семенные шишки 1—4, яйцевидные, жёлтые, длиной 30—50 см, 20—25 см диаметром. Семена продолговатые, длиной 25—30 мм, шириной 18—20 мм, саркотеста красная.

## Распространение
Вид распространён в ЮАР (Восточно-Капская провинция, Квазулу-Наталь) и Эсватини. Растёт на высотах от 100 до 600 метров над уровнем моря. Этот вид, как правило, встречается в субтропических прибрежных лесах и зарослях, а также в более умеренных зонах.

## Взаимодействие с человеком
Растения изымают из дикой природы и используют для озеленения. Это быстрорастущий вид, который легко выращивать. Существует также некоторая степень потери мест обитания в результате очистки земель для сельскохозяйственных целей. Растения встречаются и охраняются в заповедниках и объектах природного наследия: англ. Umtiza Nature Reserve, Oribi Gorge Nature Reserve, Kranskloof Nature Reserve, Ngoye Forest Reserve, Hope Valley Natural Heritage Site, Shongweni Dam Natural Heritage Site.

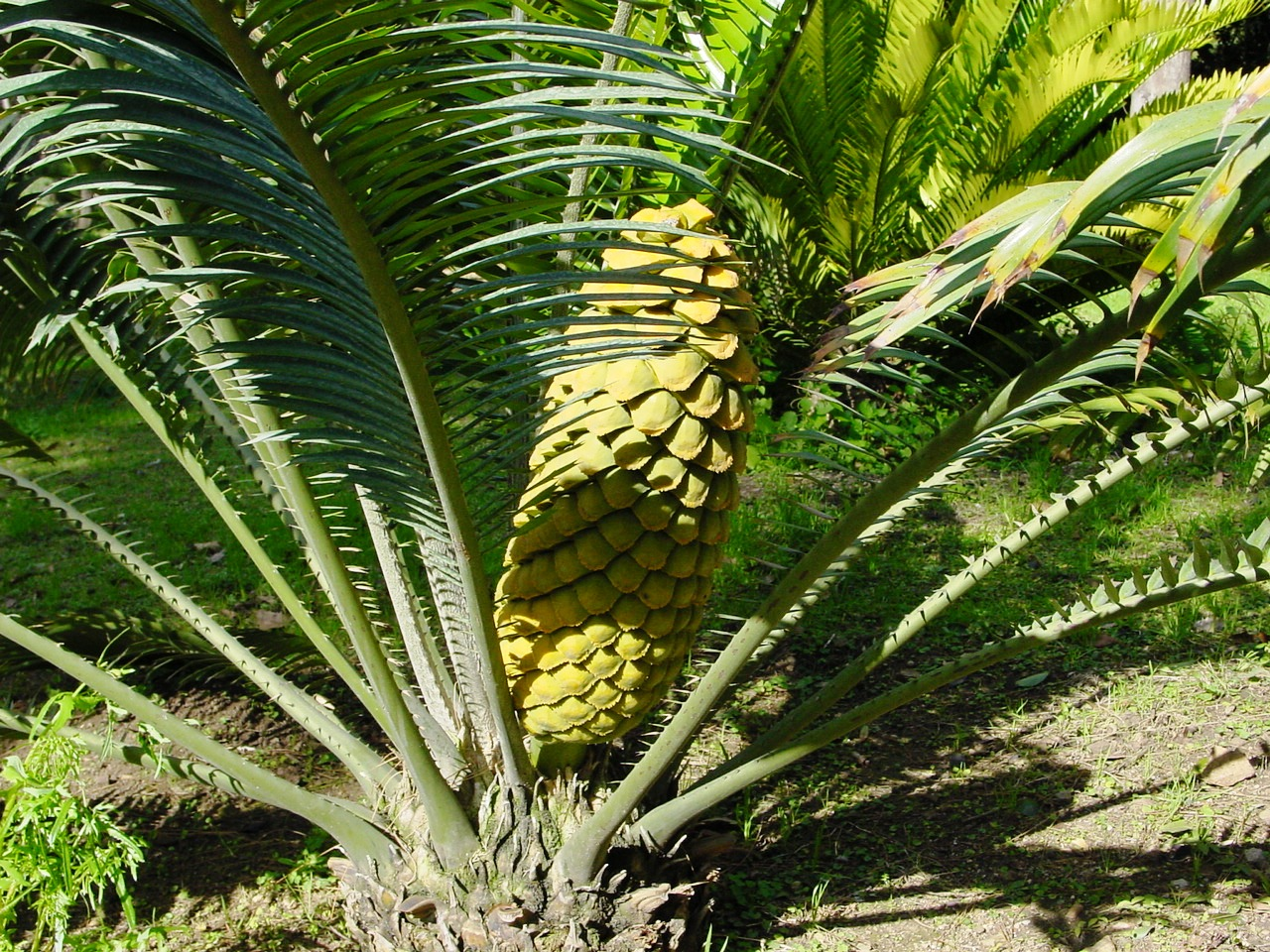
Женская шишка
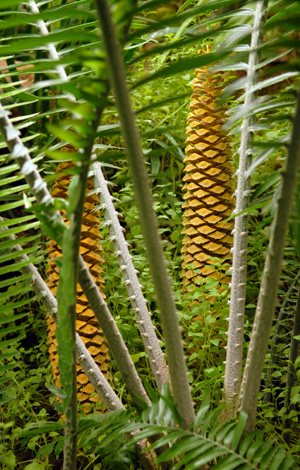
Мужская шишка
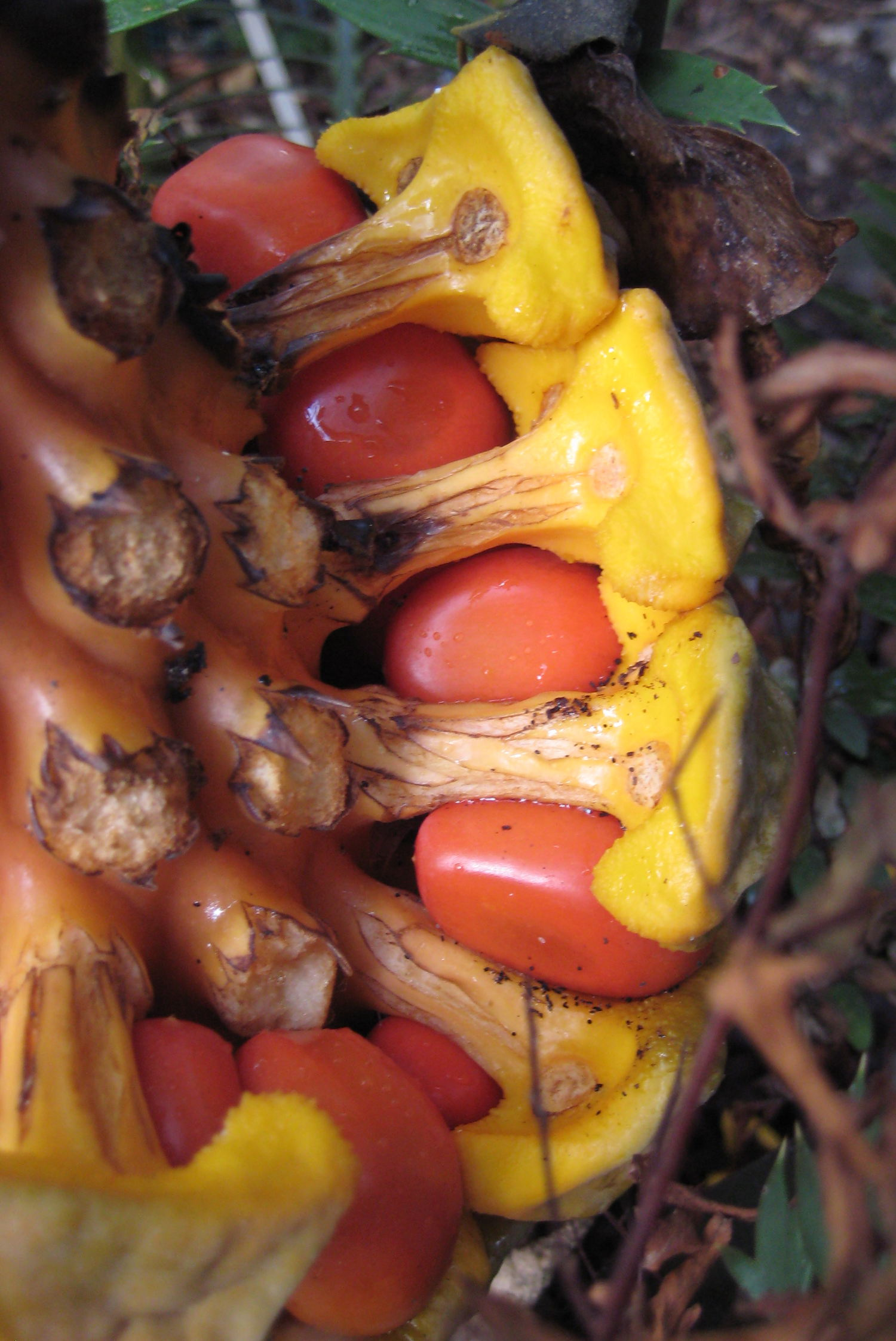
Семена женской шишки